# Albergo Regina & Metropoli
L'Albergo Regina e Metropoli, costruito alla fine dell'Ottocento a due passi dal Duomo, è stato uno degli alberghi più lussuosi di Milano. Tra il 10 e il 13 settembre del 1943 l'albergo viene occupato dalla "Waffen-SS Adolf Hitler", «forse la grande unità più importante del corpo d'élite del Terzo Reich» e quindi sequestrato diventa un luogo superprotetto, circondato da casematte in cemento armato, cavalli di Frisia, filo spinato e di notte da potenti fotoelettriche, sarà uno fra i principali luoghi del terrore e di torture in Italia per partigiani, oppositori politici ed ebrei, ad opera di comandanti nazisti con un curriculum criminale di primissimo piano.

## L'insediamento delle SS, della Gestapo, della Kripo e SIPO-SD

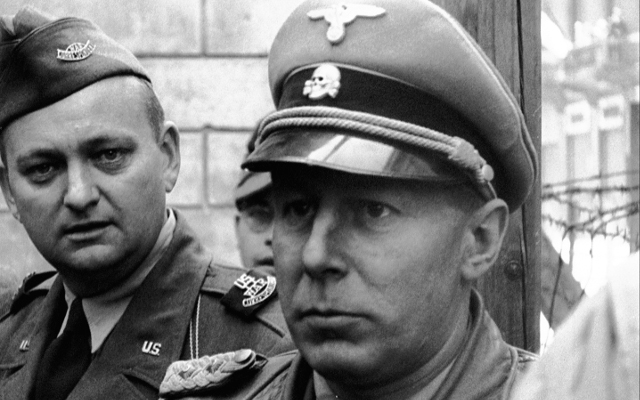
Walter Rauff, l'ideatore dei gaswagen, in una foto del 1945 mentre scortato dagli Alleati lascia l'albergo Regina fra la folla inferocita

Dopo il 13 settembre del 1943 all'albergo si insedierà tutta l'imponente organizzazione repressiva nazista. Scelto nel centro di Milano l'albergo aveva due ingressi, il primo in via Santa Margherita 6 e l'altro in via Silvio Pellico 7, rimarrà sede delle forze di polizia naziste dal 13 settembre 1943 al 30 aprile 1945, giorno della liberazione di Milano da parte degli Alleati.

Si insediano immediatamente il "Comando delle SS" formato da un gruppo d'élite del partito nazista addestrato alla difesa che sovrintenderà oltre alla Lombardia anche il Piemonte e la Liguria e il quartier generale della "Geheime Staatspolizei", la "Polizia Segreta di Stato" nazista, meglio conosciuta come Gestapo Inoltre prendono possesso anche gli uomini della Kripo (Kriminalpolizei) appartenenti alla Sicherheitspolizei e della SIPO-SD, ovvero la Sicherheitsdienst (SD, Servizio di Sicurezza) che era un servizio di informazioni e intelligence delle SS (dal 1932 al 1945). A fine 1944 a dar man forte ai nazisti arrivò il corpo militare della Repubblica Sociale Italiana della Legione Autonoma Mobile Ettore Muti. Oltre alla Muti con i nazisti dell'albergo Regina collaborarono strettamente per la caccia senza quartiere ai partigiani, resistenti ed ebrei anche le Brigate Nere, meglio conosciuti con la denominazione ufficiale di "Squadristi" e la famigerata Banda Koch di Villa Triste di Milano sita in via Paolo Uccello 17/19,, il luogo, in effetti una importante villa di Milano (Villa Fossati), fu tristemente noto perché «fortificata di filo spinato, riflettori e sirene, la villa fu la testimone impassibile di migliaia di violenze disumane inflitte dalla Banda Koch agli oppositori politici». Le attività di polizia e di repressione violenta all'albergo Regina sono state paragonate dagli studiosi ad altre note strutture usate nello stesso periodo dai 
nazistifascistï, come la struttura di via Tasso a Roma, l'albergo Nazionale a Torino e l' hôtel Lutetia a Parigi.

### I comandanti nazisti

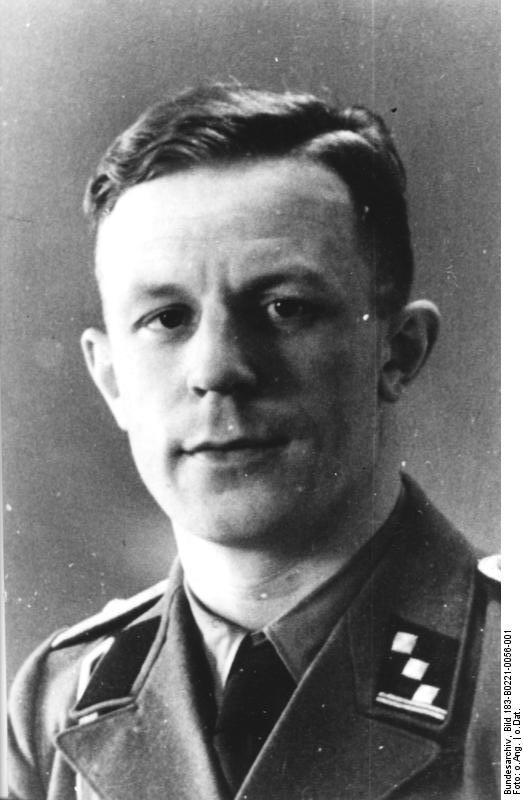
Theo Saevecke da una foto del Bundesarchiv meglio conosciuto come il boia di Piazzale Loreto

I comandanti nazisti messi a capo dei vari uffici di polizia e di spionaggio dell'albergo Regina furono personaggi che si erano già distinti per ferocia e crimini commessi in altre città e nazioni dell'Europa sotto l'influenza del Terzo Reich.

Un rapporto alla fine della guerra redatto dagli stessi nazisti che vi soggiornarono parla di «un contingente [...] costituito da venti ufficiali, sessanta sottoufficiali e venti soldati, più un'altra cinquantina di uomini, forse italiani».
Gli ufficiali comandanti erano: Walter Rauff che praticamente sovrintendeva i vari uffici, personaggio assai noto visto che anni prima aveva dato un notevole contributo allo sterminio di migliaia di internati nei campi e nei ghetti, a lui si deve infatti l'invenzione dei gaswagen usati a profusione in Unione Sovietica e nei campi polacchi come nel campo di sterminio di Chelmno in cui diverse decine di persone morivano a cicli che duravano solo pochi minuti soffocata dai gas di scarico.
Braccio destro del criminale Rauf era il capitano Theodor Saevecke al comando della SIPO-SD (Polizia e Servizio di Sicurezza) di Milano che sarà presto conosciuto e additato come il Boia di Piazzale Loreto.
Instancabile torturatore fu uno stretto collaboratore di Rauff e Saevecke e precisamente Walter Gradsack, che per i suoi zelanti servigi si meritò il titolo di macellaio.
All'albergo vi lavorava anche «il sanguinario» sottoufficiale della Gestapo Karl Otto Koch che fu comandante dei campi di concentramento di Columbia-Haus, Lichtenburg, Esterwegen, del campo di concentramento di Sachsenburg e anche comandante del campo di concentramento di Buchenwald dal 1937 al 1941 e del campo di concentramento di Majdanek dal 1941 al 1942, chiamato dai suoi collaboratori con l'appellativo "cucinatore di ebrei" oltre al caporalmaggiore Franz Staltmayer, detto anche «la belva» o «il porcaro».

## L'ufficio IV B4 incaricato della persecuzione antiebraica
Il IV B4 era un ufficio alle dipendenze del dipartimento della Sede Centrale della Sicurezza del Reich (Reichssicherheitshauptamt o RSHA, «una creazione di Reinhard Heydrich») e della Gestapo durante il periodo dell'Olocausto. Lo storico della Shoah Raul Hilberg dedica tutto il settimo capitolo della sua più importante opera all'RSHA, un dipartimento chiave nello sterminio degli ebrei, guidato dal SS-Obersturmbannführer Adolf Eichmann era responsabile degli "affari ebraici e dell'evacuazione" nell'Europa occupata dai tedeschi, e in particolare della deportazione degli ebrei dall'esterno della Polonia nei campi di concentramento o di sterminio.
Nell'albergo, sin dall'inizio della sua occupazione, si "installò" immediatamente il cosiddetto "ufficio IV B4", incaricato esclusivamente anche in Italia di sovrintendere alla persecuzione antiebraica, persecuzione condotta non solo nella sola città di Milano e di tutta la Lombardia ma che riguardò quasi tutta l'Italia del nord compresi tutti gli arrestati ebrei fermati al confine della Svizzera o di altre nazioni, che tentavano di mettersi in salvo, come avvenne, solo per citarne alcuni esempi per tutta la famiglia di Goti Herskovits Bauer e per Liliana e suo padre Alberto Segre.̟

## Il terrore, le violenze e le torture all'ultimo piano del Regina
All'ultimo piano dell'"hotel Gestapo", come i milanesi chiamavano quello che era stato qualche tempo prima il lussuoso e tranquillo albergo, c'erano le celle di sicurezza e i luoghi di tortura. Chi veniva condotto all'albergo interrogato e regolarmente torturato veniva in seguito "parcheggiato" nel carcere di San Vittore, carcere che dipendeva direttamente dal personale nazista dell'albergo. Il clima di terrore instaurato dai torturatori all'albergo Regina si ripercuoteva anche sui parenti degli arrestati che mettevano a repentaglio la loro stessa vita quando si recavano all'albergo per chiedere informazioni sui familiari catturati e arrestati dai nazisti.

## Dal Regina al campo di concentramento provinciale, il carcere di San Vittore e quindi al binario 21
Tutti gli arrestati che passarono dall'albergo Regina venivano poi mandati a uno dei tre bracci del Carcere di San Vittore, considerato dalle autorità tedesche "campo di concentramento provinciale". Veniva quindi seguita verso questi arrestati una procedura che richiedeva un certo tempo dedicato alla organizzazione di convogli composti esclusivamente da carri bestiame e alla formazione delle liste dei prigionieri viaggiatori. Una volta pronti liste e convogli, i prigionieri venivano condotti al binario 21 della Stazione Centrale di Milano per essere avviati dopo diversi giorni di viaggio in condizioni disumane nei lager tedeschi come Auschwitz-Birkenau, Bergen-Belsen, Ravensbrück, Flossenbürg, Mauthausen, Gusen e Dachau transitando diverse volte da Fossoli o Bolzano.

## Il colpo di mano del comandante partigiano Edgardo Sogno per la liberazione di Ferruccio Parri detenuto al Regina

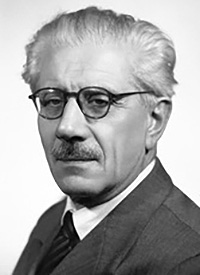
Ferruccio Parri

Edgardo Sogno

Tra le imprese più temerarie compiute da personaggi della Resistenza italiana verso quel luogo di terrore, ci fu la tentata liberazione di Ferruccio Parri, allora detenuto nell'albergo Regina & Metropoli, da parte del comandante partigiano Edgardo Sogno, nome di battaglia Franco Franchi. Sogno si presentò nell'albergo indossando un'uniforme della milizia tedesca, fingendosi latore di messaggi speciali, con il piano di sparare poi direttamente contro i tedeschi, liberare Parri e scappare con lui: ma fu riconosciuto, catturato e torturato dai nazisti; non nascose le sue intenzioni, ma non rivelò informazioni, e sarebbe probabilmente stato immediatamente fucilato, se non fosse stato che ormai la guerra era quasi finita e, in qualità di militare italiano prigioniero di guerra (e non "bandito", "traditore" o "sovversivo", come venivano definiti i partigiani non militari) aveva lo status di Internato Militare Italiano e venne quindi mandato in un campo di prigionia in provincia di Bolzano, dove sopravvisse fino alla fine del conflitto. Assieme a lui finiscono nel campo di Bolzano altri partigiani "bianchi", come Mario Luino e Alfredo Rigodanzo "Catone", oltre a Teresa "Marisa" Scala e Margarethe de Colins de Tarsienne (moglie di Indro Montanelli).

## Nessuna giustizia per i principali carnefici del Regina
«[...] I venti mesi durissimi, di deportazioni e di eccidi» compresa la strage di Piazzale Loreto e «[...] la vita di circa quattromila cittadine e cittadini milanesi, i cui nomi possiamo ritrovare nelle lapidi del Campo della gloria del Cimitero maggiore di Milano [...]», si fermarono quando gli Alleati giunsero in città il 29 aprile 1945 e i nazisti del Regina si consegnarono agli angloamericani. Il 27 aprile 1945 il capitano statunitense, di origine italiana, Emil Daddario, facente parte dell’Office of Strategic Services (OSS), aveva già preso possesso dell’albergo Regina per trattare con Rauff, «in cambio della parte da lui svolta nelle trattative segrete da tempo avviate con gli alleati [...] l'incolumità per sé e per i suoi». Quindi sarà il 30 aprile, ovvero dopo diciannove mesi e diciassette giorni che le SS «in una scena immortalata dalle cineprese della V Armata statunitense» lasceranno l'albergo scortati sia dai soldati americani su mezzi corazzati che da partigiani armati fra una folla di milanesi inferocita e minacciosa.

Rauff, «responsabile dello sterminio di 90.000 ebrei» e principale responsabile di tutte le violenze e gli omicidi compiuti in quel periodo a Milano
sarà mandato nel campo di concentramento di Rimini, da cui evaderà e morirà indisturbato in Cile nel 1984. All'altro principale criminale del Regina, Theo Saevecke, andrà ancor meglioː «divenne addirittura funzionario di alto livello della polizia della Germania Federale e agente segreto degli Usa. Condannato in contumacia all’ergastolo per l'omicidio dei 15 partigiani fucilati in piazzale Loreto il 10 agosto 1944», non sconterà mai neanche un giorno di carcere, e morirà nel 2000 in Germania.

## La Memoria del Regina per più anni ignorata

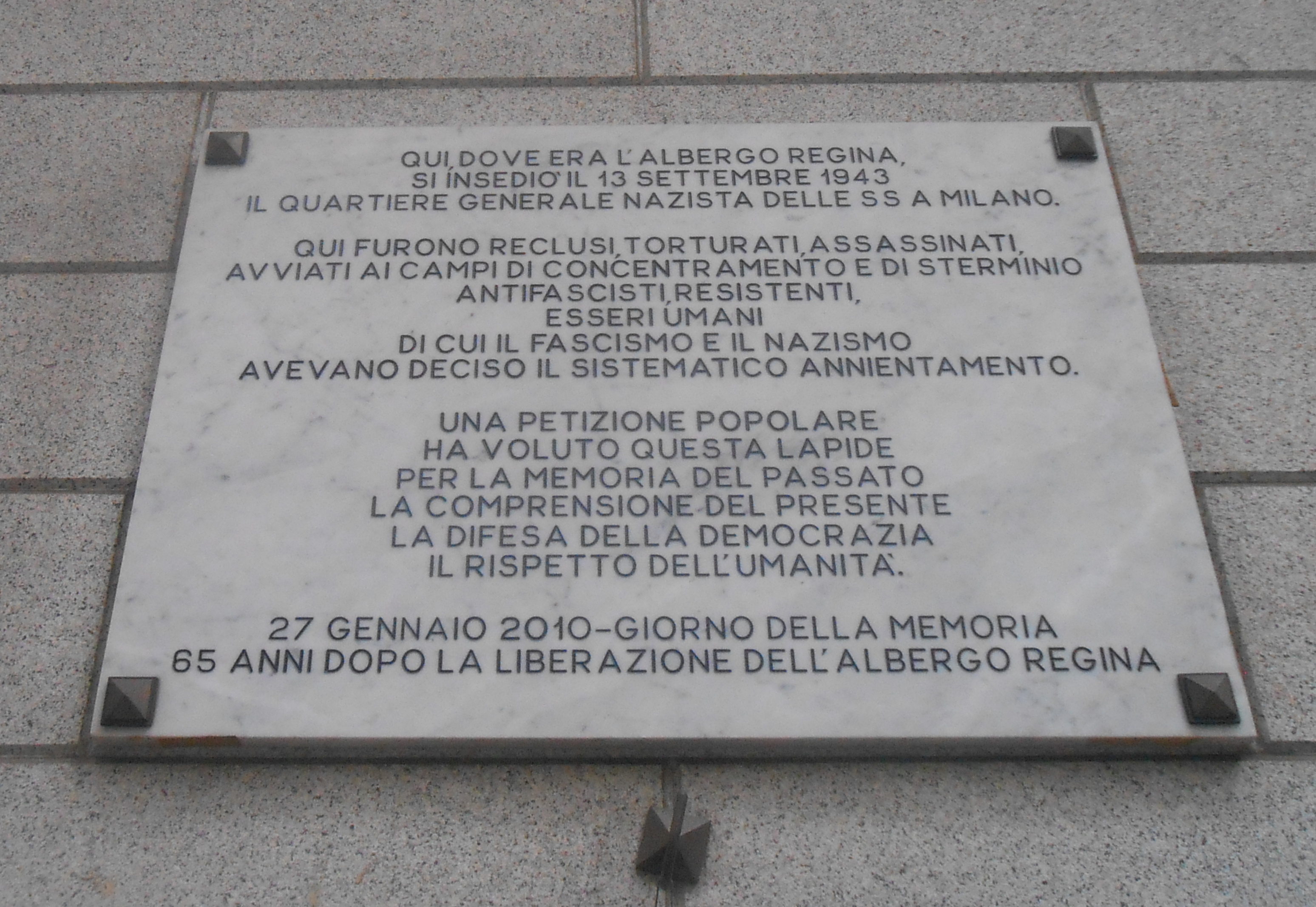
Via Silvio Pellico a Milano. La prima targa commemorativa posta sul muro di quello che fu l'albergo Regina & Metropoli, quartier generale delle SS e della Gestapo messa il 27 gennaio 2010

Dopo la guerra, l'albergo continuò per anni la sua normale attività, senza che le torture e le sofferenze subite dai molti reclusi durante il periodo nazista venissero minimamente menzionate da qualche istituzione. A esprimere il profondo dissenso per questo ingiustificato oblio ci pensò Roberto Cenati, presidente provinciale dell'ANPI (Associazione Nazionale Partigiani d'Italia) il giorno in cui si pose una targa sulla parete esterna di quello che era stato il Regina del 1943, e lo fece con queste parole il 27 gennaio 2010:
.

Il 30 aprile del 2022 la targa del 2010 che citava solo "antifascisti" e "resistenti" ma non gli ebrei, che la ricerca storica ha provato senza ombra di alcun dubbio, essere stati "ospiti" del Regina, è stata sostituita proprio per includere tutte le categorie dei perseguitati presso l'albergo. 
L'attuale targa infatti recita:

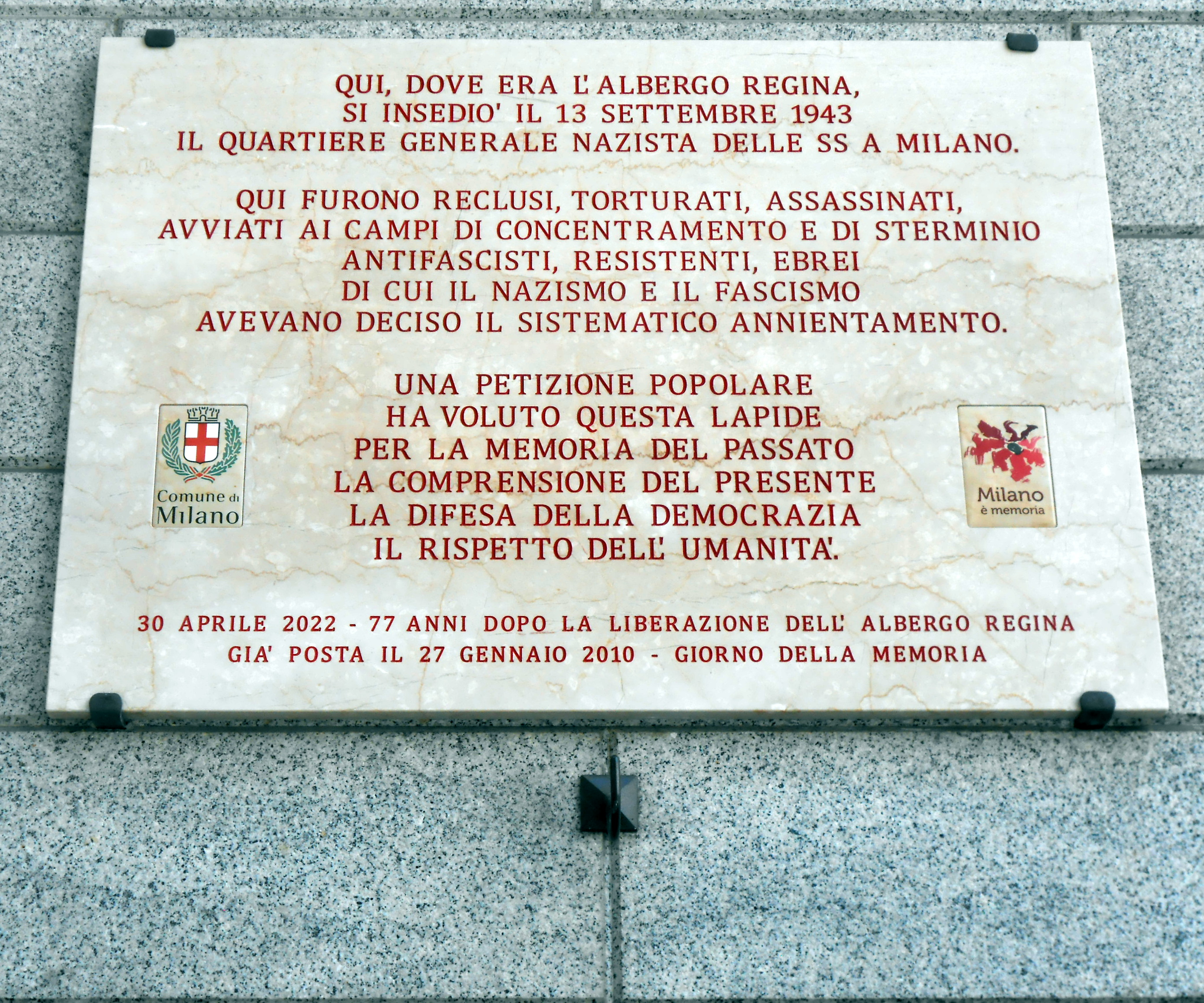
Nuova targa di aprile 2022 che sostituisce la precedente del 2010 su una parete di quello che nel 1943 fu l'Albergo Regina & Metropoli

30 aprile 2022 - 77 anni dopo la liberazione dell'Albergo Regina - Già posta il 27 gennaio 2010 - Giorno della Memoria»